# Монтеро, Рене
Рене Монтеро Росалес (исп. René Montero Rosales; род. 23 ноября 1979, Сантьяго-де-Куба, Куба) — кубинский борец вольного стиля, чемпион мира (2002) и чемпион Америки (2004).